# Daihatsu Zebra
Daihatsu Zebra — серия фургонов и пикапов с компоновкой «кабина над двигателем», выпускавшихся японской компанией Daihatsu с 1986 по 2007 год. Продавались исключительно в Индонезии.

## Первое поколение (S88/S89; 1986)
Первое поколение Daihatsu Zebra было запущено в производство 1 августа 1986 года на базе седьмого поколения Daihatsu Hijet. Автомобили оснащались 1,0-литровым трёхцилиндровым двигателем CB мощностью 39 кВт (53 л. с.). С октября 1989 года автомобили оснащались 1,3-литровым 16-клапанным двигателем HC-C, а продажи удвоились в годовом исчислении. Двигатель объёмом 1298 см3 развивал мощность 53 кВт (72 л. с.). Коробка передач — четырёхступенчатая механическая. До января 1996 года также выпускались пикапы «D130 Jumbo».
С 1990 по 1994 год в Индонезии продавался внедорожник с передней среднемоторной компоновкой на базе Daihatsu Zebra 1.3, получивший название «Shelby Patriot». Кузов выполнен из стеклопластика.

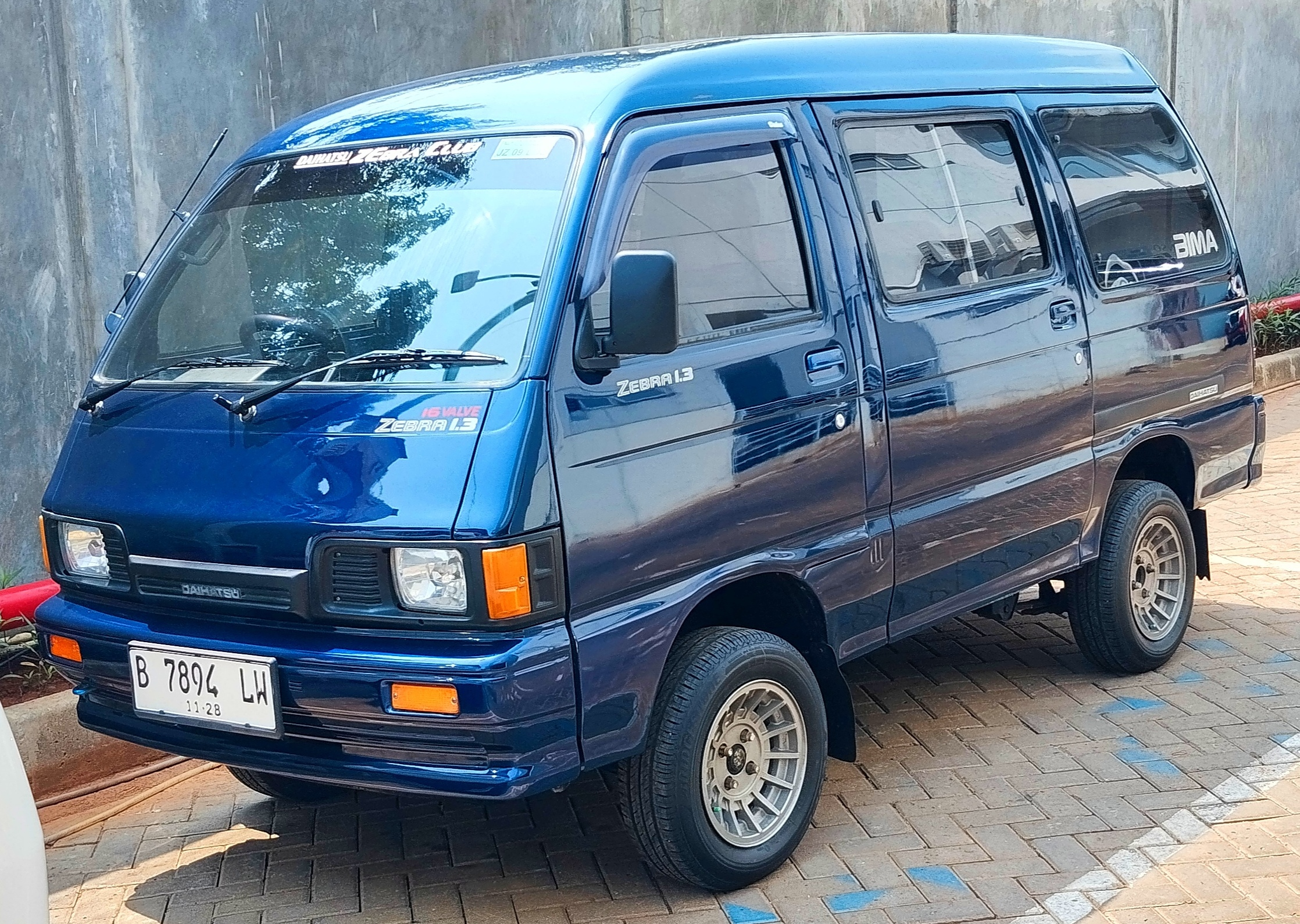
Daihatsu Zebra 1.3 Astrea первого рестайлинга
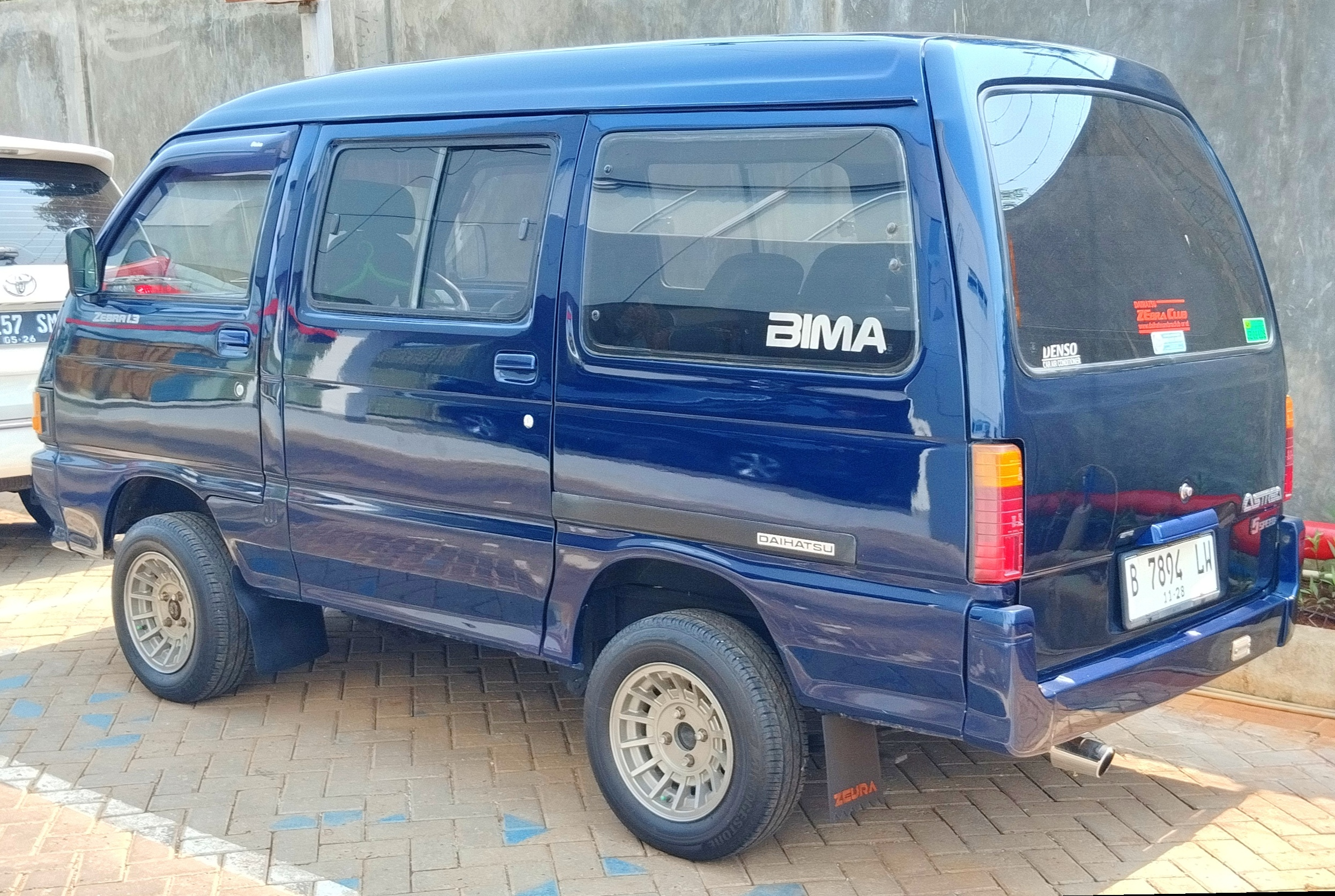
Вид сзади
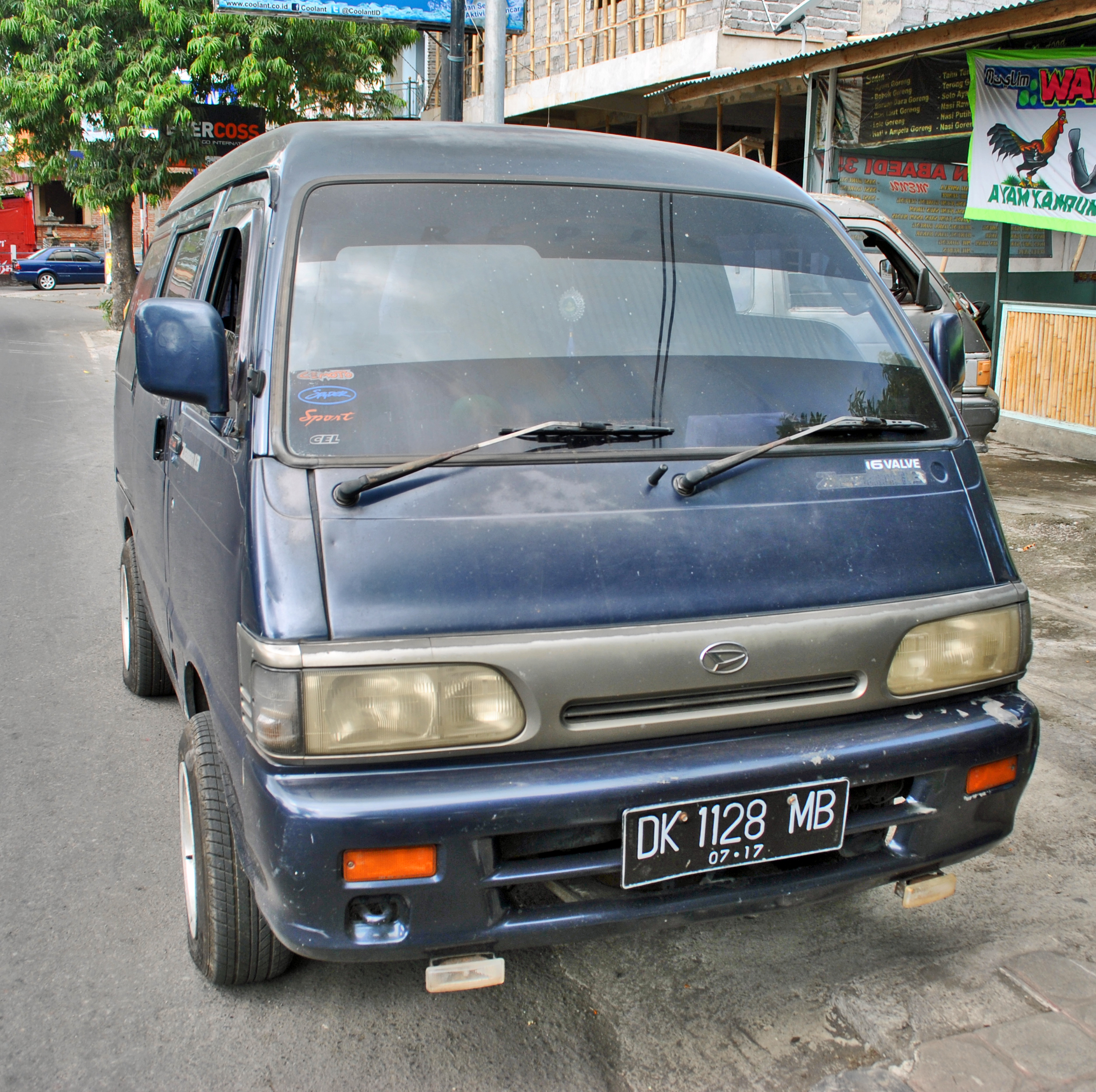
Daihatsu Zebra 1.3 Astrea второго рестайлинга

## Второе поколение (S90/S91/S92; 1995)
Автомобили Daihatsu Zebra второго поколения, известные как Zebra Espass, были запущены в производство в апреле 1995 года на базе восьмого поколения Daihatsu Hijet. С 1996 года автомобили выпускались в Малайзии под названием Perodua Rusa. Автомобили Daihatsu Zebra Espass приводились в движение 1,3-литровым 16-клапанным двигателем HC-C с карбюратором. В декабре 1966 года в производство был запущен Espass Supervan с 1,6-литровым 16-клапанным двигателем HD-C, системой кондиционирования и аудиосистемой.
В 2000 году модели Zebra Espass и D130 Jumbo были переименованы в Neo Zebra. Модификации: Blind Van, ZT, ZL, ZX и ZSX. Модификации Blind Van, ZT и ZL приводились в движение 1,3-литровым карбюраторным двигателем, в то время как модификации ZX и ZSX приводились в движение 1,6-литровым карбюраторным двигателем. С 2001 года автомобили опционально оснащались 1,6-литровым 16-клапанным двигателем HD-E с электронным впрыском топлива (EFI). В январе 2002 года 1,6-литровые двигатели были заменены 1,5-литровым 16-клапанным двигателем HE-E с EFI из-за изменений в структуре акциза. Модификация ZT была снята с производства. В 2003 году в модельный ряд были добавлены две новые модификации: ZL9 и ZL Xtra. 
В конце 2004 года Daihatsu Zebra прошёл рестайлинг и стал называться Zebra Master. В модельный ряд были добавлены две новые модификации: ZL Xtra9 и ZX9 (вместо ZX EFI). На смену модификациям ZX и ZSX с 1,5-литровым двигателем с EFI пришли модификации ZX9 и ZSX с 1,5-литровым 16-клапанным карбюраторным двигателем HE-C. С 2007 года автомобили опционально оснащались 1,3-литровым 16-клапанным двигателем HC-E с EFI или же 1,5-литровым двигателем с EFI.  
В октябре 2007 года Daihatsu Zebra был снят с производства. Преемником стал Gran Max.

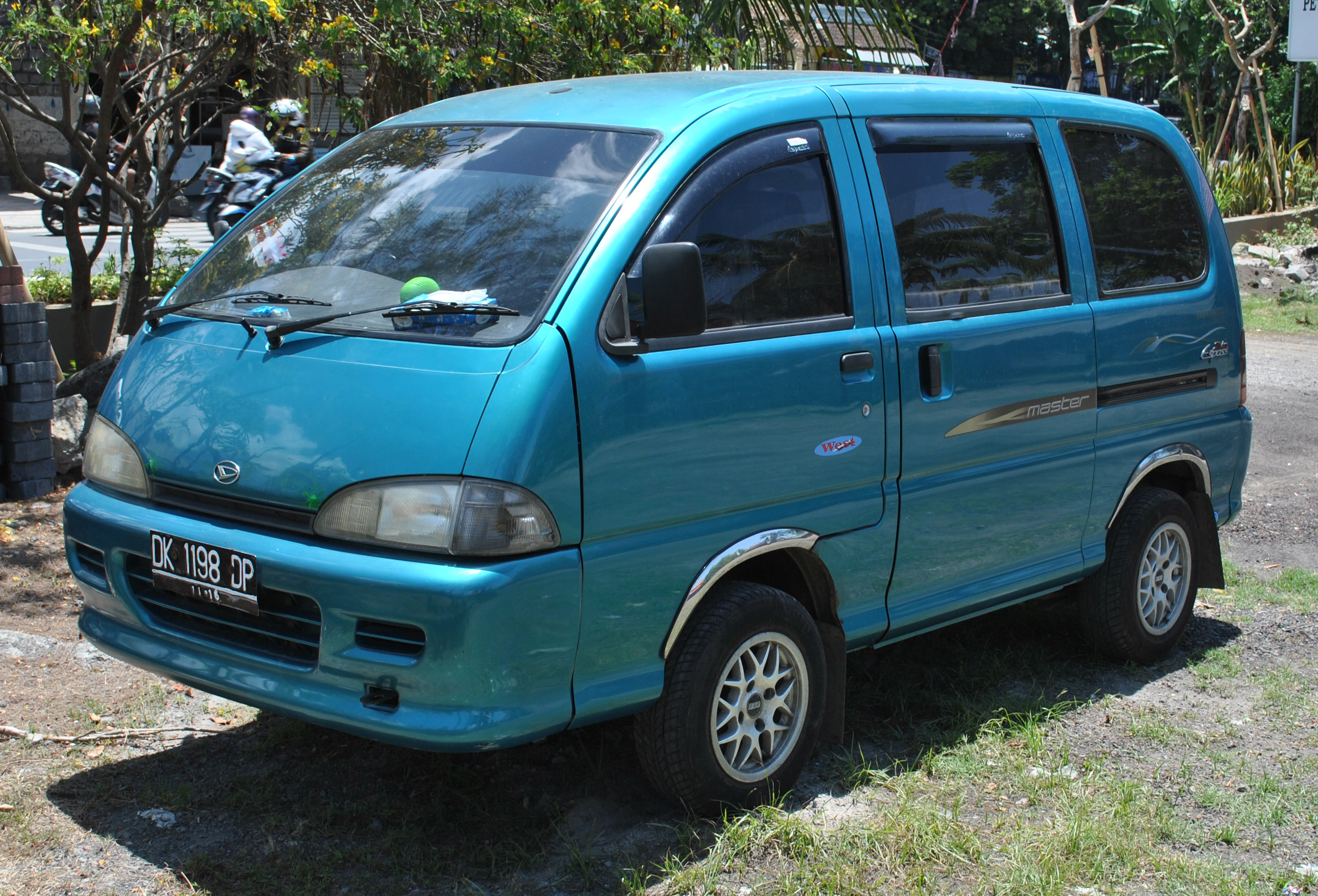
Daihatsu Zebra Espass Supervan 1600 (S92, Индонезия)
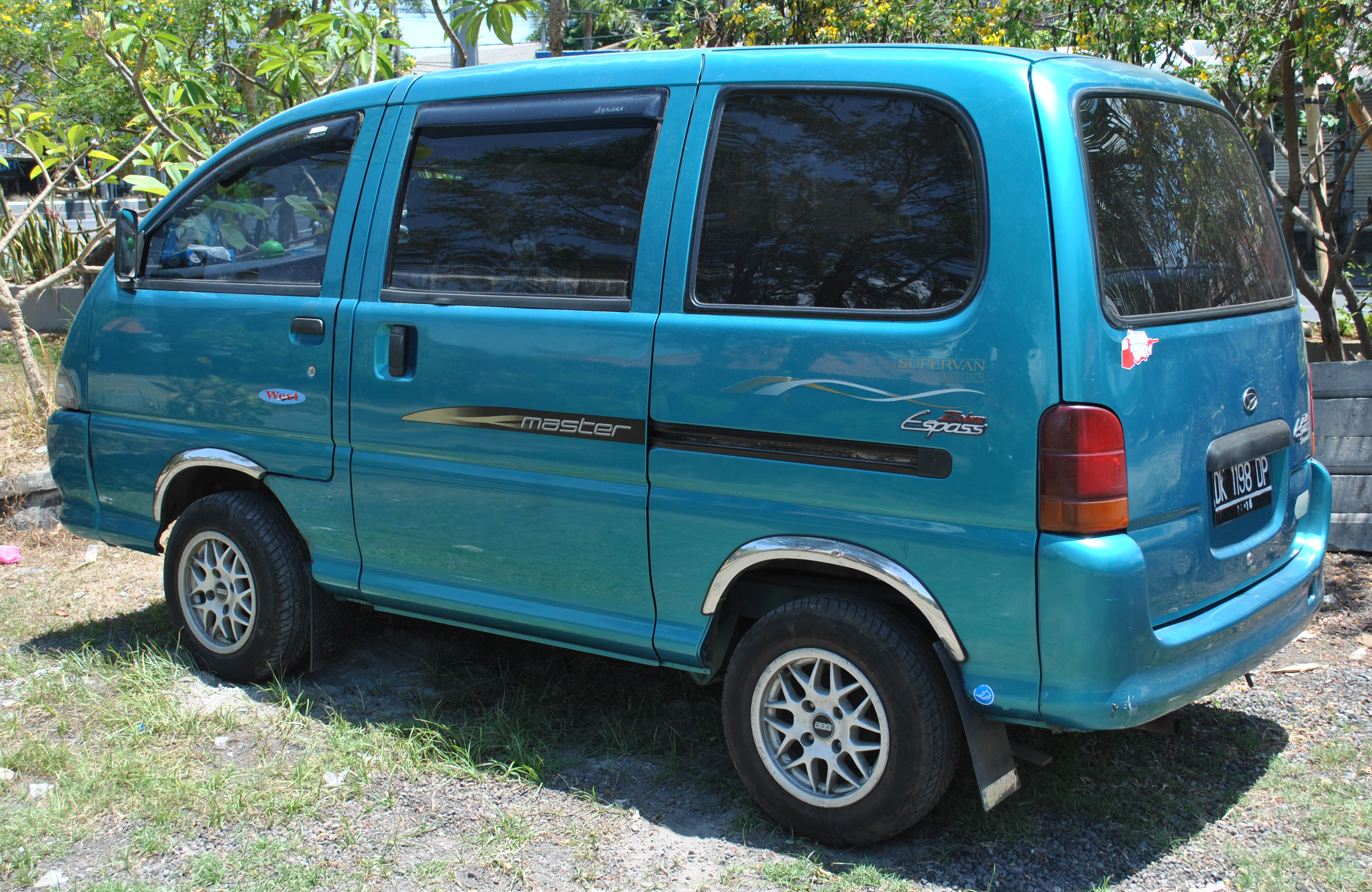
Daihatsu Zebra Espass Supervan 1600 (S92, Индонезия)
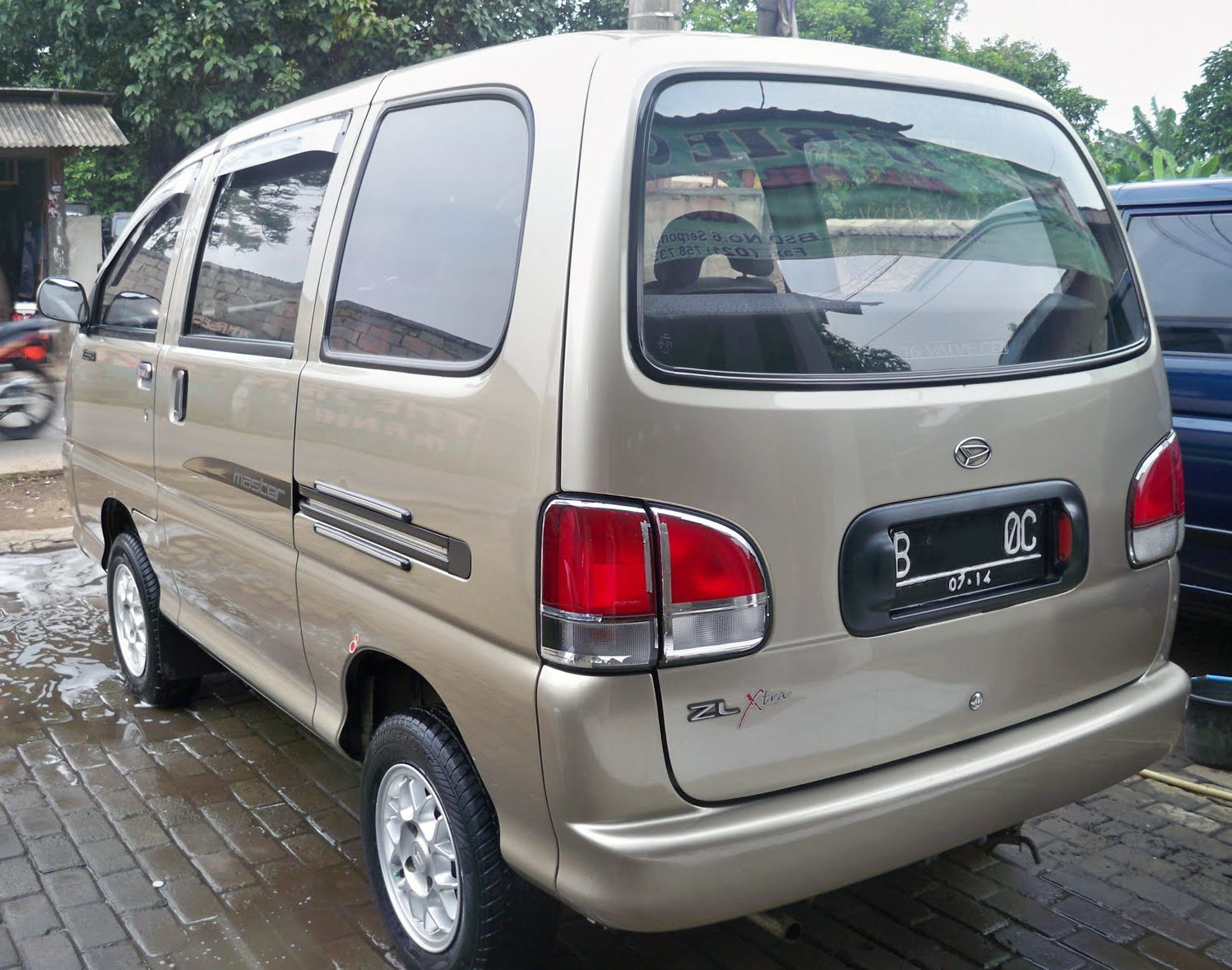
Daihatsu Zebra ZL Xtra (S91, Индонезия)
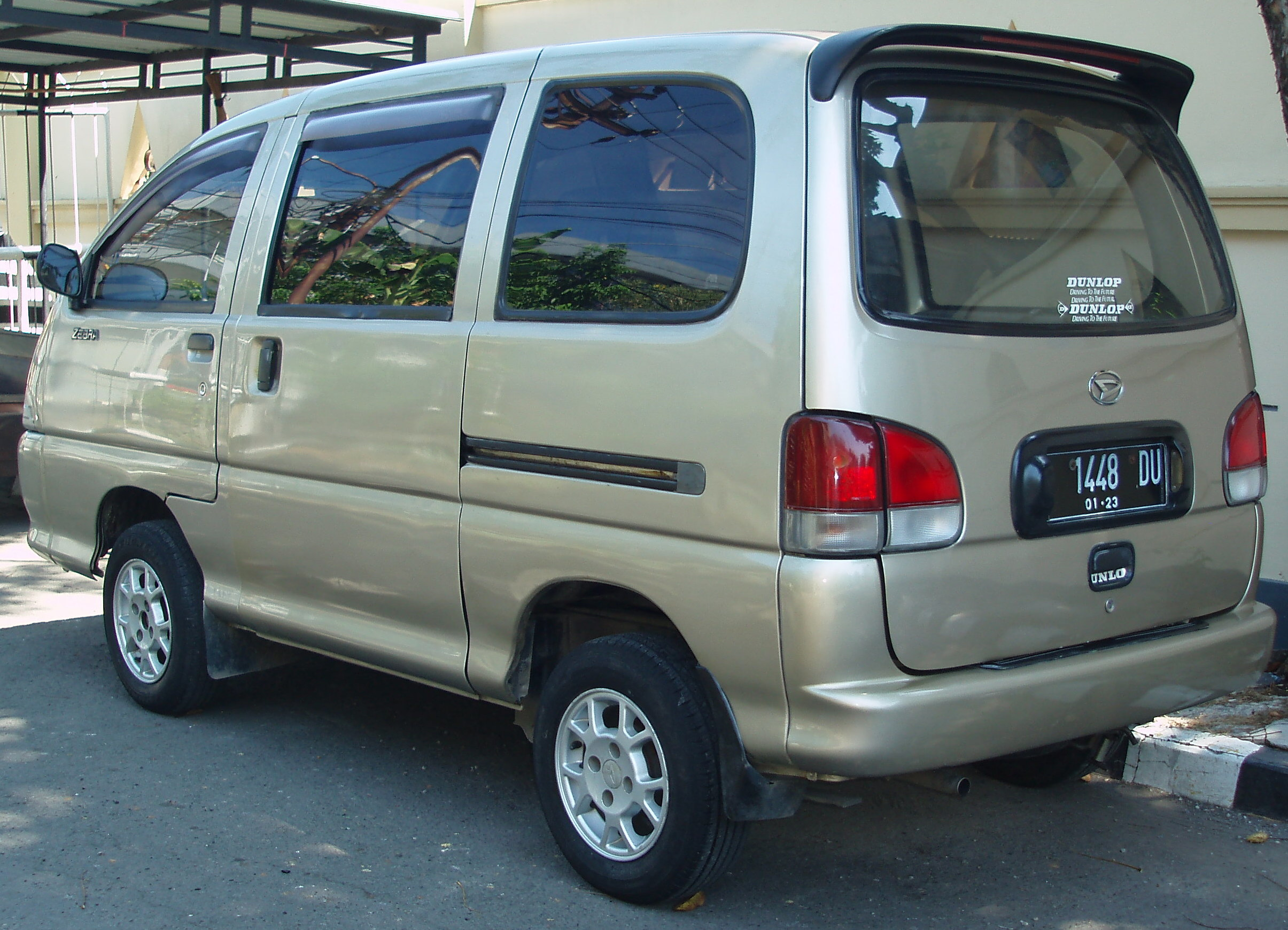
2005 Daihatsu Zebra ZL9 (S91, Индонезия)
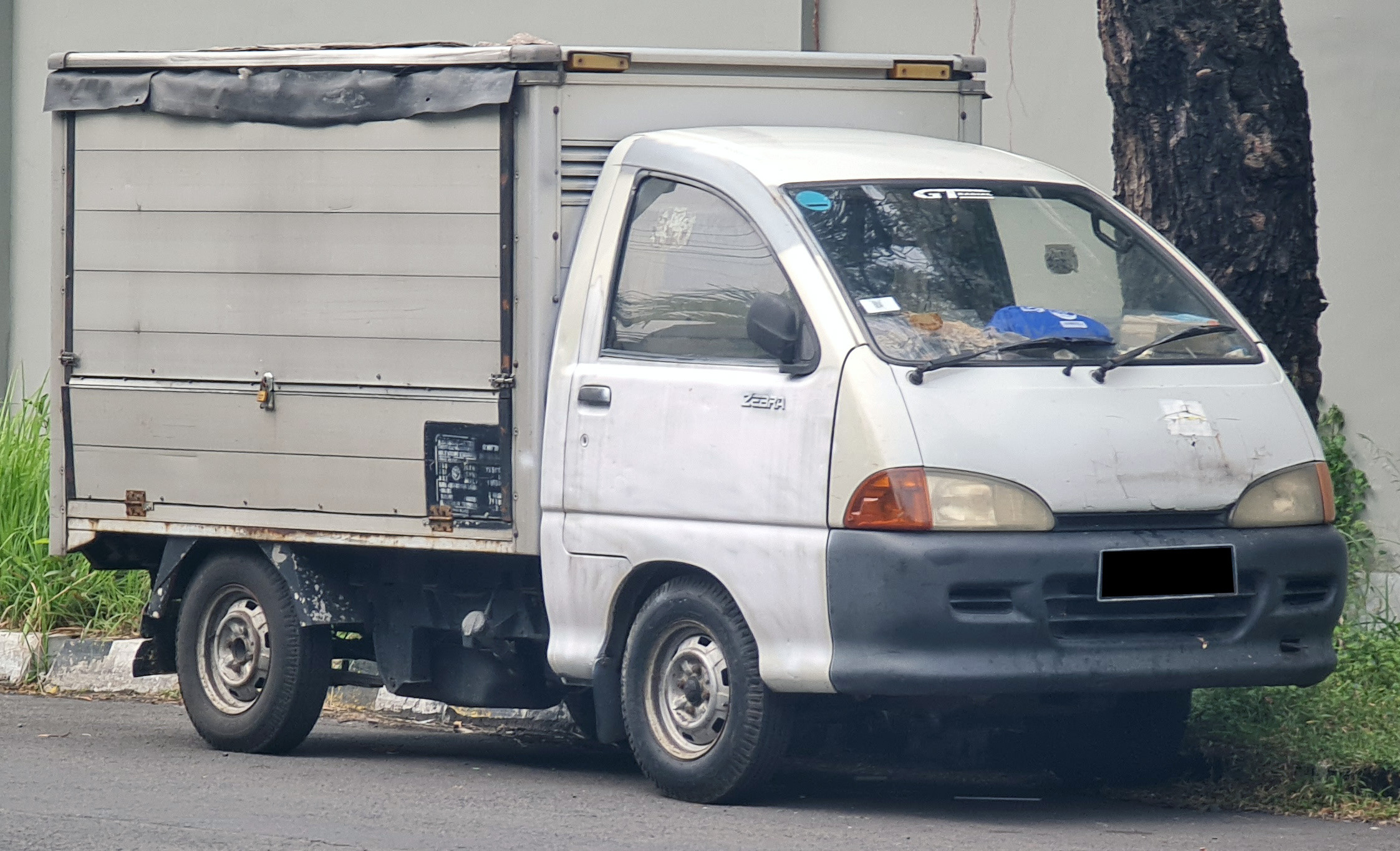
2002 Daihatsu Zebra Box (S91, Индонезия)
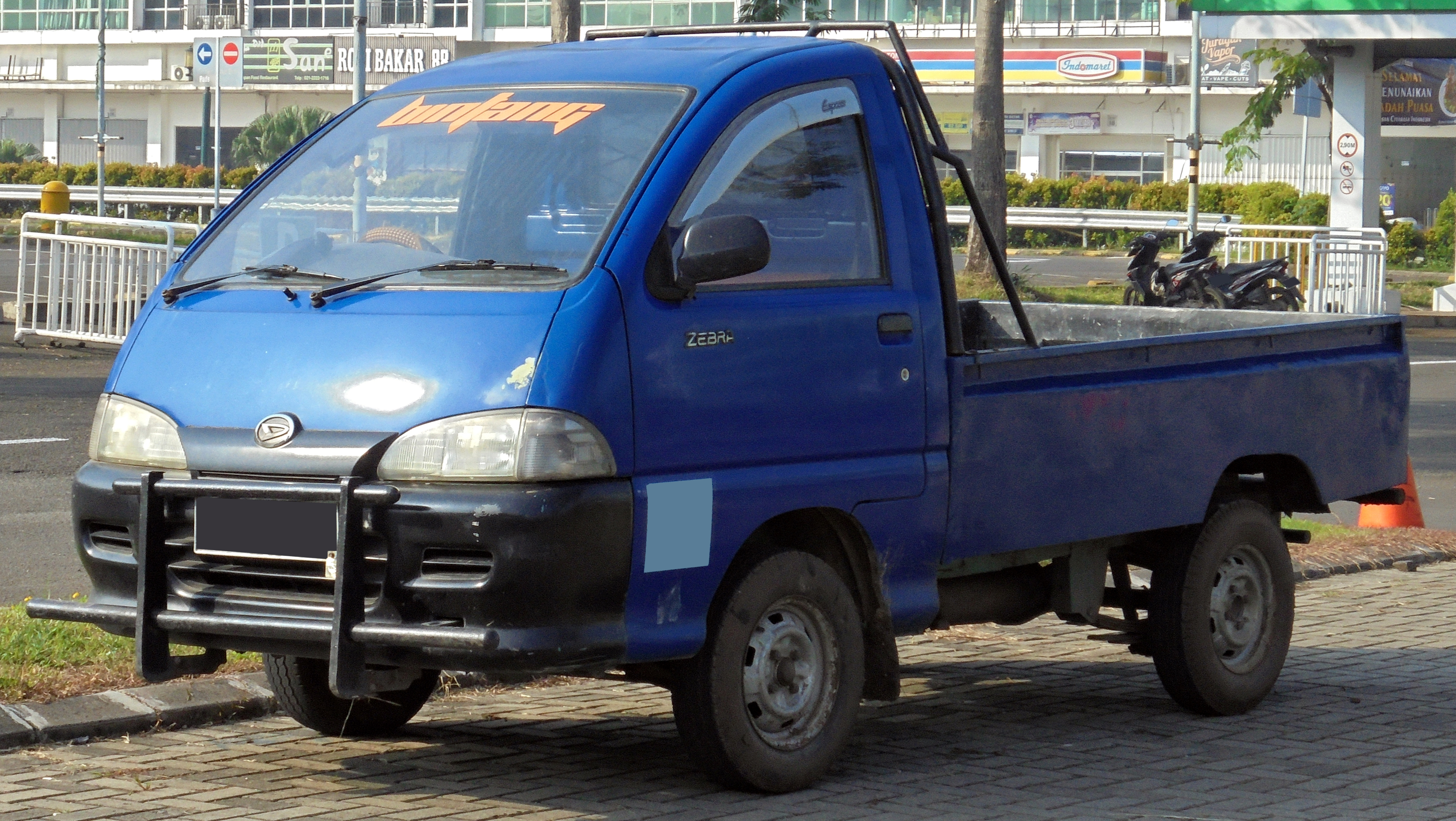
2005 Daihatsu Zebra Pickup (S91, Индонезия)
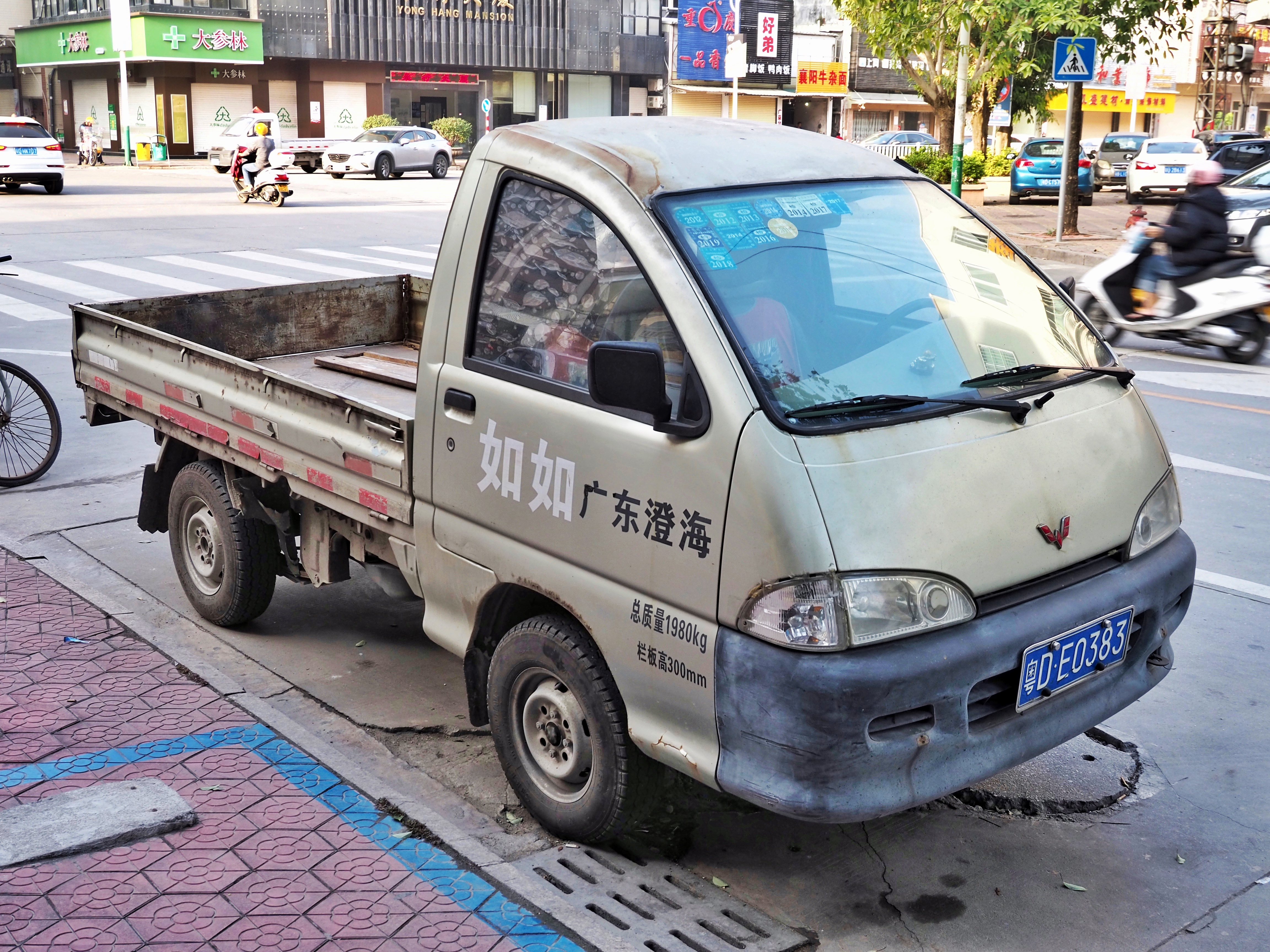
2006 Wuling LZW6370 (Китай)